# TAS2R31
TAS2R31 (англ. Taste 2 receptor member 31) – білок, який кодується однойменним геном, розташованим у людей на короткому плечі 12-ї хромосоми. Довжина поліпептидного ланцюга білка становить 309 амінокислот, а молекулярна маса — 35 278.
| 10         |  | 20         |  | 30         |  | 40         |  | 50         |
| ---------- |  | ---------- |  | ---------- |  | ---------- |  | ---------- |
| MTTFIPIIFS |  | SVVVVLFVIG |  | NFANGFIALV |  | NSIERVKRQK |  | ISFADQILTA |
| LAVSRVGLLW |  | VLLLNWYSTV |  | FNPAFYSVEV |  | RTTAYNVWAV |  | TGHFSNWLAT |
| SLSIFYLLKI |  | ANFSNLIFLH |  | LKRRVKSVIL |  | VMLLGPLLFL |  | ACQLFVINMK |
| EIVRTKEYEG |  | NLTWKIKLRS |  | AVYLSDATVT |  | TLGNLVPFTL |  | TLLCFLLLIC |
| SLCKHLKKMQ |  | LHGKGSQDPS |  | TKVHIKALQT |  | VIFFLLLCAV |  | YFLSIMISVW |
| SFGSLENKPV |  | FMFCKAIRFS |  | YPSIHPFILI |  | WGNKKLKQTF |  | LSVLRQVRYW |
| VKGEKPSSP  |  |            |  |            |  |            |  |            |

A: Аланін

C: Цистеїн

D: Аспарагінова кислота

E: Глутамінова кислота

F: Фенілаланін

G: Гліцин

H: Гістидин

I: Ізолейцин

K: Лізин

L: Лейцин

M: Метіонін

N: Аспарагін

P: Пролін

Q: Глутамін

R: Аргінін

S: Серин

T: Треонін

V: Валін

W: Триптофан

Кодований геном білок за функціями належить до рецепторів, g-білокспряжених рецепторів, білків внутрішньоклітинного сигналінгу. 
Локалізований у мембрані.